# Caledonandra
Caledonandra is een kevergeslacht uit de familie van de boktorren (Cerambycidae). De wetenschappelijke naam van het geslacht werd voor het eerst geldig gepubliceerd in 2010 door Santos-Silva, Heffern & Matsuda.

## Soorten
Caledonandra omvat de volgende soorten:
- Caledonandra austrocaledonica (Montrouzier, 1861)
- Caledonandra passandroides (Thomson, 1867)